# Wahlbezirk Österreich unter der Enns 2
Der Wahlbezirk Österreich unter der Enns 2 war ein Wahlkreis für die Wahlen zum Abgeordnetenhaus im österreichischen Kronland Österreich unter der Enns. Der Wahlbezirk wurde 1907 mit der Einführung der Reichsratswahlordnung geschaffen und bestand bis zum Zusammenbruch der Habsburgermonarchie.

## Geschichte
Nachdem der Reichsrat im Herbst 1906 das allgemeine, gleiche, geheime und direkte Männerwahlrecht beschlossen hatte, wurde mit 26. Jänner 1907 die große Wahlrechtsreform durch Sanktionierung von Kaiser Franz Joseph I. gültig. Mit der neuen Reichsratswahlordnung schuf man insgesamt 516 Wahlbezirke, wobei mit Ausnahme Galiziens in jedem Wahlbezirk ein Abgeordneter im Zuge der Reichsratswahl gewählt wurde. Der Abgeordnete musste sich dabei im ersten Wahlgang oder in einer Stichwahl mit absoluter Mehrheit durchsetzen. Der Wahlkreis Österreich unter der Enns 2 umfasste das Stubenviertel bzw. jenen Teil des 1. Wiener Gemeindebezirks Innere Stadt, der durch Rothenturmstraße, Lichtensteg, Hoher Markt, Wipplingerstraße, Tiefer Graben, Heidenschuß, Hof, Bognergasse, Graben, Singerstraße, Liebenberggasse, Parkring, Wollzeile, Wienfluß und Franz Josefs-Kai begrenzt wurde.
Aus der Reichsratswahl 1907 ging Josef von Baechlé (Christlichsoziale Partei) im ersten Wahlgang mit 61 Prozent als Sieger hervor. Bei der Reichsratswahl 1911 konnte Baechle sein Mandat mit 61 Prozent im ersten Wahlgang erfolgreich verteidigen.

## Wahlergebnisse

### Reichsratswahl 1907
Die Reichsratswahl 1907 wurde am 14. Mai 1907 (erster Wahlgang) durchgeführt. Die Stichwahl entfiel auf Grund der absoluten Mehrheit von Baechle im ersten Wahlgang.
| Kandidat                                                                     | Partei                             | Wahlkreis- stimmen | Stimmen- anteil |
| ---------------------------------------------------------------------------- | ---------------------------------- | ------------------ | --------------- |
| Josef von Baechlé                                                            | Christlichsoziale Partei           | 1771               | 60,6 %          |
| Kornke                                                                       | deutsch-nationaler Kandidat        | 804                | 27,5 %          |
| Karl Steininger                                                              | Radikale Partei                    | 129                | 4,4 %           |
| Engelbert Pernerstorfer                                                      | Sozialdemokratische Arbeiterpartei | 123                | 4,2 %           |
| Sonstige                                                                     |                                    | 95                 | 3,3 %           |
| Wahlberechtigte: 3388, Ungültige/Leere Stimmen: 123, Wahlbeteiligung: 89,9 % |                                    |                    |                 |

### Reichsratswahl 1911
Die Reichsratswahl 1911 wurde am 13. Juni 1911 (erster Wahlgang) durchgeführt. Die Stichwahl entfiel auf Grund der absoluten Mehrheit für Baechle im ersten Wahlgang.
| Kandidat                                                                     | Partei                             | Wahlkreis- stimmen | Stimmen- anteil |
| ---------------------------------------------------------------------------- | ---------------------------------- | ------------------ | --------------- |
| Josef von Baechlé                                                            | Christlichsoziale Partei           | 1877               | 61,0 %          |
| Josef Klaudy                                                                 | deutsch-freiheitlicher Kandidat    | 943                | 30,7 %          |
| Adalbert Brendell                                                            | Sozialdemokratische Arbeiterpartei | 168                | 5,5 %           |
| Sonstige                                                                     |                                    | 88                 | 2,9 %           |
| Wahlberechtigte: 3607, Ungültige/Leere Stimmen: 124, Wahlbeteiligung: 88,7 % |                                    |                    |                 |